# Thecla ivelia
Thecla ivelia är en fjärilsart som beskrevs av Gosse 1880. Thecla ivelia ingår i släktet Thecla och familjen juvelvingar. Inga underarter finns listade i Catalogue of Life.